# Tadeusz Słupecki
Tadeusz Słupecki (ur. 11 września 1920 w Łodzi, zm. 23 listopada 2001, tamże) – polski poeta, autor powieści i utworów dla dzieci.

## Życiorys
Ukończył polonistykę na Wydziale Humanistycznym Uniwersytetu Warszawskiego. Jako poeta debiutował w 1948 na łamach antologii Koła Polonistów Uniwersytetu Łódzkiego „Różnie idąc”. Następnie publikował humoreski, poezję oraz utwory estradowe. Był wieloletnim kierownikiem Estrady Łódzkiej, w latach 1968–1973 był redaktorem „Dziennika Łódzkiego”. Był autorem utworów dla dzieci („Czerwony Kapturek” i „Tomcio Paluch”) oraz powieści („Egzamin”, „Tamto Dziwne lata”, „Samotne drogi”, „W celi i w bitwie”).
Mieszkał wraz z żoną Krystyną, córką Hanną (ur. 1952) i synem Włodzimierzem (1953–1977) w Domu Literatów w Łodzi.

## Publikacje
- „Czerwony kapturek” (Kolumna 1947),
- „Tomcio Paluch” (Kolumna 1947),
- „Egzamin” (Wydawnictwo Łódzkie 1967),
- „Tamto dziwne lato” (Wydawnictwo Łódzkie 1969),
- „Samotne drogi” (Iskry 1976),
- „W celi i w bitwie” (MON 1978),
- „Nasza szkoła. 50–lecie Technikum Ekonomicznego i Zasadniczej Szkoły Handlowej w Zgierzu 1919–1969” (Łódź 1969)[1].